# Friedemann Karig

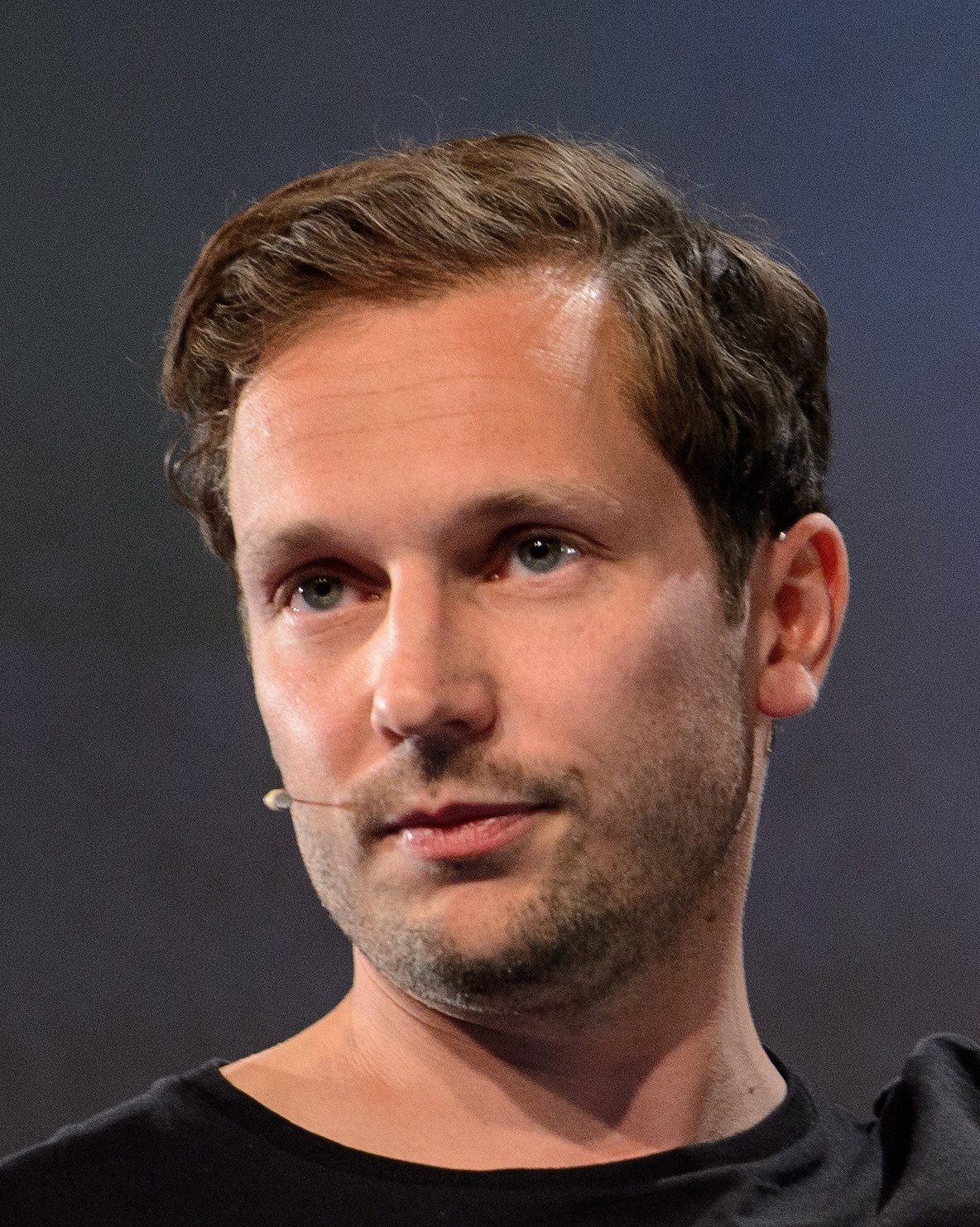
Friedemann Karig (2017)

Friedemann Karig [ˈkaːʀɪk] (* 5. November 1982 in Waldkirch) ist ein deutscher Autor, Journalist und Moderator.

## Leben und Wirken
Karig studierte Medienwissenschaften und Kommunikation an der Universität Passau und Volkswirtschaftslehre an der Universität Köln.
Er lebt und arbeitet in Berlin sowie München und betreibt den Podcast „Piratensender Powerplay“ (benannt nach dem gleichnamigen Supernasen-Film von 1982). zusammen mit Samira El Ouassil. Neben seinen Buchveröffentlichungen ist er als Zeitschriftenautor tätig, so für die Süddeutsche Zeitung, das SZ-Magazin und Die Zeit. Friedemann Karig moderierte „Jäger&Sammler“ von funk (einem Online-Format von ARD und ZDF).
2023 machte er ebenfalls gemeinsam mit El Ouassil den Podcast Link in Bio von Deutschlandfunk Kultur.
Von Dezember 2023 bis März 2024 war er Fellow im Thomas Mann House in Pacific Palisades, Los Angeles.

## Trivia
2014 erstellte Karig für das Jugendmagazin jetzt einen Wikipedia-Eintrag über sich selbst mit ironischen Übertreibungen, der daraufhin schnell gelöscht wurde.

## Schriften
- Wie wir lieben. Vom Ende der Monogamie. Blumenbar, Berlin 2017, ISBN 978-3-351-05038-2.
- Dschungel. Roman. Ullstein, Berlin 2019, ISBN 978-3-550-20013-7.
- mit Samira El Ouassil: Erzählende Affen. Mythen, Lügen, Utopien – Wie Geschichten unser Leben bestimmen. Ullstein, Berlin 2021, ISBN 978-3-550-20167-7.[10]
- Die Lügnerin. Roman. Ullstein, Berlin 2023, ISBN 978-3-550-20168-4.
- Was ihr wollt: Wie Protest wirklich wirkt. Sachbuch. Ullstein, Berlin 2024, ISBN 978-3-550-20166-0.